# Faustina (film, 1957)
Pour les articles homonymes, voir Faustine.
Pour plus de détails, voir Fiche technique et Distribution.
Faustina est un film espagnol réalisé par José Luis Sáenz de Heredia, sorti en 1957.

## Synopsis
Une adaptation féminisée du mythe de Faust.

## Fiche technique
- Titre : Faustina
- Réalisation : José Luis Sáenz de Heredia
- Scénario : José Luis Sáenz de Heredia d'après son opérette Si Fausto fuese Faustina (et de la pièce de théâtre de Faust de Johann Wolfgang von Goethe)
- Musique : Quintero
- Photographie : Alfredo Fraile
- Montage : Julio Peña
- Production : José Luis Sáenz de Heredia
- Société de production : Chapalo Films et Suevia Films
- Pays :  Espagne
- Genre : Comédie dramatique et fantastique
- Durée : 101 minutes
- Dates de sortie : 
  -  Espagne : 13 mai 1957

## Distribution
- María Félix : Faustina
- Fernando Fernán Gómez : Mogon
- Fernando Rey : Valentín
- Elisa Montés : Elena
- José Isbert : Sacerdote, l'oncle de Guillermo
- Juan de Landa : Mefistófeles
- Tony Leblanc : le petit ami de Nieves
- Tomás Blanco : Don José
- Xan das Bolas : Lipio
- Guillermo Marín : le prince Natalio
- Santiago Ontañón : Don Fernando
- Julio Sanjuán : le commandant
- Antonio Casas : le médecin
- Conrado San Martín : le capitaine Guillermo Balder

## Distinctions
Le film a été présenté en sélection officielle en compétition au Festival de Cannes 1957.